# Pascal Morency
Pour les articles homonymes, voir Morency.
Pascal Morency (né le 20 février 1982 à Montréal, Québec au Canada) est un joueur canadien de hockey sur glace.

## Carrière de joueur
Durant son stage junior, il fut plus remarqué par son jeu robuste et ses combats que par ses talents d'attaquant. Il atteint un sommet lors de la saison 2001-2002 avec les Screaming Eagles du Cap-Breton, récoltant 596 minutes de pénalités, cela sans compter les 77 autres minutes qu'il récolta en séries éliminatoires.
En 2002-2003, en quatre parties avec les Olympiques de Hull, il en récolta 65. Après sa carrière junior de quatre saisons dans la Ligue de hockey junior majeur du Québec, il commença sa carrière de hockeyeur professionnel avec les Generals de Flint de la United Hockey League lors de la saison 2003-2004. Il signa alors un contrat de deux ans avec les Penguins de Wilkes-Barre/Scranton de la Ligue américaine de hockey, mais n'y joua que deux parties, passant le reste avec le club-école de ces derniers, soit les Nailers de Wheeling de la East Coast Hockey League.
Il retourna dans l'UHL pour la saison 2006-2007 avec les Komets de Fort Wayne, il y joua encore un jeu robuste qui lui valut un total de 204 minutes de pénalités. Il s'aligne actuellement pour les Sound Tigers de Bridgeport dans la LAH.

## Statistiques
| Saison    | Équipe                            | Ligue    |    | Saison régulière | Saison régulière | Saison régulière | Saison régulière | Saison régulière |   | Séries éliminatoires | Séries éliminatoires | Séries éliminatoires | Séries éliminatoires | Séries éliminatoires |
| Saison    | Équipe                            | Ligue    | PJ | B                | A                | Pts              | Pun              | PJ               | B | A                    | Pts                  | Pun                  |                      |                      |
| 1999-2000 | Saguenéens de Chicoutimi          | LHJMQ    | 12 | 0                | 1                | 1                | 9                | -                | - | -                    | -                    | -                    |                      |                      |
| 1999-2000 | Screaming Eagles du Cap-Breton    | LHJMQ    | 37 | 2                | 3                | 5                | 35               | 1                | 0 | 0                    | 0                    | 0                    |                      |                      |
| 2000-2001 | Screaming Eagles du Cap-Breton    | LHJMQ    | 32 | 3                | 5                | 8                | 79               | 12               | 1 | 5                    | 6                    | 29                   |                      |                      |
| 2001-2002 | Screaming Eagles du Cap-Breton    | LHJMQ    | 64 | 11               | 22               | 33               | 596              | 16               | 1 | 3                    | 4                    | 77                   |                      |                      |
| 2002-2003 | Olympiques de Hull                | LHJMQ    | 4  | 0                | 0                | 0                | 65               | -                | - | -                    | -                    | -                    |                      |                      |
| 2002-2003 | Huskies de Rouyn-Noranda          | LHJMQ    | 61 | 12               | 16               | 28               | 340              | 4                | 1 | 2                    | 3                    | 12                   |                      |                      |
| 2003-2004 | Generals de Flint                 | UHL      | 51 | 8                | 6                | 14               | 248              | 3                | 0 | 0                    | 0                    | 0                    |                      |                      |
| 2004-2005 | Nailers de Wheeling               | ECHL     | 53 | 8                | 9                | 17               | 252              | -                | - | -                    | -                    | -                    |                      |                      |
| 2004-2005 | Penguins de Wilkes-Barre/Scranton | LAH      | 2  | 0                | 0                | 0                | 4                | -                | - | -                    | -                    | -                    |                      |                      |
| 2005-2006 | Nailers de Wheeling               | ECHL     | 17 | 1                | 2                | 3                | 74               | -                | - | -                    | -                    | -                    |                      |                      |
| 2006-2007 | Komets de Fort Wayne              | UHL      | 68 | 10               | 14               | 24               | 204              | 10               | 3 | 3                    | 6                    | 16                   |                      |                      |
| 2007-2008 | Sound Tigers de Bridgeport        | LAH      | 28 | 1                | 1                | 2                | 114              | -                | - | -                    | -                    | -                    |                      |                      |
| 2008-2009 | Sound Tigers de Bridgeport        | LAH      | 31 | 1                | 2                | 3                | 115              | 3                | 0 | 1                    | 1                    | 4                    |                      |                      |
| 2009-2010 | Sound Tigers de Bridgeport        | LAH      | 46 | 2                | 1                | 3                | 187              | -                | - | -                    | -                    | -                    |                      |                      |
| 2010-2011 | Condors de Bakersfield            | ECHL     | 36 | 17               | 10               | 27               | 113              | 3                | 3 | 1                    | 4                    | 6                    |                      |                      |
| 2010-2011 | Aeros de Houston                  | LAH      | 16 | 1                | 1                | 2                | 70               | 2                | 0 | 0                    | 0                    | 2                    |                      |                      |
| 2011-2012 | KHL Medveščak                     | EBEL     | 25 | 8                | 7                | 15               | 158              | -                | - | -                    | -                    | -                    |                      |                      |
| 2012-2013 | Sundogs de l'Arizona              | LCH      | 13 | 3                | 5                | 8                | 27               | -                | - | -                    | -                    | -                    |                      |                      |
| 2013-2014 | HDD Olimpija Ljubljana            | EBEL     | 35 | 3                | 7                | 10               | 65               | -                | - | -                    | -                    | -                    |                      |                      |
| 2013-2014 | HDD Olimpija Ljubljana            | Slovénie | -  | -                | -                | -                | -                | 3                | 2 | 2                    | 4                    | 6                    |                      |                      |
| 2014-2015 | Sheffield Steelers                | EIHL     | 2  | 0                | 0                | 0                | 9                | -                | - | -                    | -                    | -                    |                      |                      |